# Bajaga i instruktori
Bajaga i instruktori je srpski pop i rock sastav. Osnovao ga je u Beogradu 1984. skladatelj, tekstopisac i gitarist Momčilo Bajagić-Bajaga.
Sastav je i danas (stanje iz prosinca, 2016.) aktivan. Bogate je diskografije, a polučili su mnoštvo uspješnica na svojim albumima. Po popularnosti su bili u vrhu rock-scene negdašnje Jugoslavije.

## Postava
Sadašnji članovi:
- Momčilo Bajagić-Bajaga, glavni pjevač, gitara
- Žika Milenković, gitara
- Saša Lokner, klavijature
- Vladimir Čukić, bas-gitara
- Marko Kuzmanović, bubnjevi
- Ljubiša Opačić – Buba, gitara

Bivši članovi:
- Čeda Mačura. bubnjevi

- Miroslav Cvetković - Cvele, bas-gitara

- Dejan Cukić, pjevač, gitara
- Nenad Stamatović, gitara
- Vlajko Golubović, bubnjevi
- Vlada Negovanović, gitara

## Diskografija
- 1984. – Pozitivna geografija, (PGP RTB)
- 1985. – Sa druge strane jastuka (PGP RTB)
- 1986. – Jahači magle (PGP RTB)
- 1988. – Prodavnica tajni (PGP RTB)
- 1989. – Neka svemir čuje nemir (PGP RTB)
- 1991. – Četiri godišnja doba (Diskoton)
- 1993. – Muzika na struju (Produkcija Stig)
- 1994. – glazba za film Ni na nebu, ni na zemlji (PGP RTS)
- 1997. – Od bižuterije do ćilibara (Komuna)
- 2001. – Zmaj od noćaja (PGP RTS)
- 2003. – glazba za film Profesionalac (PGP RTS)
- 2004. – Ruža vetrova Beograda (kompilacija, neke nove pjesme)
- 2005. – Šou počinje u ponoć (PGP RTS)
- 2012. – Daljina, dim i prašina
- 2018. – U sali lom (PGP RTS/Croatia Records)
- 2019. – U Puli lom - Live At Arena (Croatia Records)
- 2020. – Ovaj svet se menja (Croatia Records/PGP RTS)

## Vanjske poveznice
- Bajaga i instruktori - Službena stranica
- Bajaga i instruktori - Galerija slika s koncerta u Osijeku 22. listopada 2006.